# جغرافیای لهستان
لِهِستان کشوری است در مرکز اروپا، از غرب با آلمان، از جنوب غربی با جمهوری چک، از جنوب با اسلوواکی، از شمال شرقی با لیتوانی و روسیه (منطقه برون‌بومی کالینینگراد)، از شرق با بلاروس، از جنوب شرقی با اوکراین و از شمال با دریای بالتیک همسایه است. مساحت این کشور عددی بالغ بر ۳۱۲٫۶ هزار کیلومتر مربع است که آن را شصت و نهمین کشور بزرگ جهان و نهمین کشور بزرگ اروپا کرده‌است و پایتخت آن ورشو نام دارد.
پایتخت لهستان شهر ورشو (Warsaw)، با جمعیت بالغ بر ۱٫۷۱۶٫۰۰۰ نفری (طبق سرشماری سال ۲۰۱۰) بزرگ‌ترین و پرجمعیت‌ترین شهر این کشور محسوب می‌شود. این کشور دارای قدمت تاریخی است.
مساحت آن ۳۱۲۶۸۵ کیلومتر مربع است که در رده شصت و هشتم کشورهای جهان قرار می‌گیرد. در سال ۱۹۹۷ جمعیتی بالغ بر ۳۸۸۰۲۰۰۰ نفر را دارا بود که بدین ترتیب در رده بیست و نهم کشورهای جهان قرار می‌گرفت.
از مهم‌ترین شهرهای لهستان می‌توان به کراکوف ۷۵۶ هزار نفر، ووچ ۷۴۲ هزار نفر، وروتسلاو ۶۳۲ هزار نفر، پوزنان ۵۵۶ هزار نفر، گدانسک ۴۵۵ هزار نفر، اشچچین و کاتوویتس اشاره کرد.
جنوب لهستان را کوه‌های کارپات دربر گرفته‌اند، رودهای او در (Oder) و نیسه (Neisse) هم نیز در غرب لهستان جریان دارند، از جمله رودهای مهم لهستان می‌توان به، ویستولا (Vistula)، وارتا (Warta) و باگ (Bug) اشاره کرد که نقش مهمی در تجارت لهستان ایفا می‌کنند. بلندترین نقطهٔ لهستان، کوه ریسی (Rysy) با ارتفاع ۲۴۹۹ متر می‌باشد که در جنوب لهستان و هم‌مرز با اسلوواکی در میان کوهستان کارپات قرار دارد.

## تقسیمات کشوری
لهستان شامل ۱۶ استان می‌باشد:
| استان                            | عنوان لهستانی       | مرکز                         |
| -------------------------------- | ------------------- | ---------------------------- |
| دولنواشلونسکی (سلیزیا سفلی)      | Dolnoslaskie        | وروتسلاو                     |
| کویاواسکو پومورسکی               | Kujawasko-Pomorskie | بیدگوشچترونی                 |
| ووجکی                            | Lodzkie             | ووج                          |
| لوبلسکی (لوبلین)                 | Lubelskie           | لوبلین                       |
| لوبوسکی (لوبوش)                  | Lubuskie            | گورژوف ویلکوپولسکیژلونا گورا |
| ماووپولسکی (لهستان کوچک‌تر)       | Malopolskie         | کراکوف                       |
| ماسوویان                         | Masovian            | ورشو                         |
| اوپولسکی (اوپوله)                | Opolskie            | اوپوله                       |
| پودکاروپاسکی (پودکارپاکیه)       | Podkaropackie       | ژشوف                         |
| پودلاسکی                         | Podlaskie           | بیاویستوک                    |
| پومورسکی (پومرانی)               | Pomorskie           | گدانسک                       |
| اشلونسکی (سیلسیان)               | Slaskie             | کاتوویتس                     |
| اشفیتوکشیسکی                     | Swietokrzyskie      | کیلتس                        |
| وارمینسکو مازورسکی وارمی-ماسوری) | Warminsko-Mazurskie | الشتین                       |
| ویلکوپولسکی (لهستان بزرگ‌تر)      | Wielkopolskie       | پوزنان                       |
| زاخودنی پومورسکی (پومرانی غربی)  | Zachodniopomorskie  | شچچین                        |